# ثنائي كلوريد تيلوريوم
 ثنائي كلوريد تيلوريوم  (بالإنجليزية: Tellurium dichloride)‏ مركب كيميائي له الصيغة TeCl2 ، ويكون على شكل مسحوق أسود غير بلوري (عديم الشكل) (amorphous) .